# Università di Da Lat
L’Università Da Lat (vietnamita: Đài hoc Đà Lạt) è un'università con sede nella città di Da Lat in Vietnam.

## Origine e sviluppo
L'università Da Lat fu fondata nel 1957 dall'Arcivescovo Pierre Martin Ngô Đình Thục e dal Consiglio dei Vescovi cattolici vietnamiti come centro per l'educazione alla città di Da Lat. Dopo la caduta di Saigon nel 1975, con l'unificazione del Vietnam, l'università è stata ribattezzata Dai Dalat hoc.

## Facoltà e rami

### Facoltà
- Storia
- Lettere
- Biologia
- Matematica-IT
- IT
- Economia e Management
- Chimica
- Geologia
- Lingue Straniere
- Diritto

### Filiali
- Studi Internazionali
- Sociologia